# Малый Бурлук (река)
Малый Бурлук — река в России, протекает по Волгоградской области. Устье реки находится в 5,3 км по левому берегу реки Бурлук. Длина реки составляет 11 км, площадь водосборного бассейна 245 км².

## Притоки (км от устья)
- В 11 км от устья, по левому берегу реки впадает река Болдыревка.
- В 11 км от устья, по правому берегу реки впадает река Ольхи.

## Данные водного реестра
По данным государственного водного реестра России относится к Донскому бассейновому округу, водохозяйственный участок реки — Медведица от впадения реки Терса и до устья, речной подбассейн реки — Дон между впадением Хопра и Северского Донца. Речной бассейн реки — Дон (российская часть бассейна).
Код объекта в государственном водном реестре — 05010300312107000008977.